# Conociendo Rusia
Mateo Sujatovich (18 de enero de 1991), también conocido por su proyecto musical Conociendo Rusia, es un músico argentino. Como Conociendo Rusia ha lanzado cuatro álbumes de estudio, su debut homónimo en 2018, Cabildo y Juramento en 
2019, La Dirección en 2021 y Jet Love en 2024. Ha recibido variadas nominaciones a los Premios Gardel y a los Premios Grammy Latinos, incluyendo a Mejor Artista Nuevo en los Premios Grammy Latinos de 2020.

## Carrera
Sujatovich junto a su banda Conociendo Rusia, cuyo nombre viene de su sobrenombre "El Ruso", lanzó su primer álbum Conociendo Rusia en 2018, acompañado por Nicolas Btesh, en sintetizadores y coros, Guille Salort, en batería y Fran Azorai en teclados. Al año siguiente, la banda lanzó su segundo álbum, Cabildo y Juramento, el cual contó con la producción de Nicolás Cotton y arreglos de Leo Sujatovich, además, fue nominado a Mejor Álbum Pop/Rock en los Premios Grammy Latinos y en los Premios Gardel, el álbum fue nominado a Álbum del Año mientras que Cotton fue nominado a Mejor Productor del Año por su trabajo en el álbum y a Mejor Ingeniería de Grabación junto a Pablo López Ruiz.
En 2020, debido a la pandemia por COVID-19, la banda tuvo que postergar su presentación en el Teatro Gran Rex de Buenos Aires y optó por una serie de conciertos realizados de forma virtual bajo el nombre de E-World Tour para promocionar su segundo álbum. En 2020, en homenaje a las víctimas del atentado a la AMIA, lanzó "No se borra", canción que grabó junto a León Gieco y Zoe Gotusso. En octubre lanzó la  colaboración "Tu Encanto" junto al cantante argentino Fito Páez. En diciembre del mismo año publicó el sencillo "A la vez". 
En el verano de 2021, Conociendo Rusia emprendió su primera gira por Argentina, pasando por La Plata, Villa María, Río Cuarto, Córdoba Capital, Rosario, Santa Fe y Mar del Plata. En 2021 Mateo realizó su primera gira por España brindando 9 presentaciones y en el mes de septiembre se presentó en Uruguay con 6 funciones colmadas en La Trastienda Club de Montevideo.
Entre presentaciones nacionales e internacionales, editó cuatro sencillos: “Mundo de cristal” junto al reconocido músico español Leiva. El segundo sencillo surgió como una catarsis del encierro en la pandemia que tituló “El enemigo”. Con “Se me hizo tarde”  adelantó y anunció el tercer disco de estudio de la banda. Y “No aguanto más”, un nuevo adelanto del tercer disco y cuyo videoclip fue grabado íntegramente en España y dirigido por Sergio Beator. Sumado a esto, el gran David Lebón lo invitó a hacer juntos una versión de “Tiempo sin sueños”, publicado en el mes de octubre, como primer corte del próximo disco del ex Serú Girán.
El 12 de noviembre publicó su tercer álbum, La Dirección, producido por Nico Cotton.
En el mes de noviembre, Conociendo Rusia brindó cuatro conciertos en el Teatro Gran Rex, con invitados como Fito Páez, Bandalos Chinos, Zoe Gotusso, Ca7riel, su papá Leo Sujatovich y su hermana Luna Sujatovich. Recién terminados los conciertos en el Teatro Gran Rex, el proyecto liderado por Mateo Sujatovich dio inicio a la gira nacional e internacional “La Dirección Tour”. A partir de diciembre, Conociendo Rusia recorre Argentina, México, Perú, Chile, Uruguay, España y algunos otros países de Hispanoamérica. 
En 2022 tiene su recital más grande hasta el día de hoy, con dos fechas agotadas en el Movistar Arena, con capacidad para 12.000 personas.
En 2023, Conociendo Rusia se presentó en importantes festivales internacionales, como el Cosquín Rock en Argentina, Paraguay y Uruguay y en el Lollapalooza de Chile.
Presentó una propuesta nueva: el Solo Tour, que lo llevó de gira por más de veinte ciudades y seis países, además de llenar cinco funciones en el Teatro Gran Rex. Acompañado de un piano y sus guitarras, y con una puesta escénica en donde el relato toma protagonismo, inicia un recorrido por sus tres álbumes de estudio, conectado con el espectador desde la intimidad.
El 25 de abril de 2024, Mateo ya consagrado como el representante del pop rock argentino, sigue subiendo la apuesta con su nuevo álbum de estudio Jet Love. Este disco es una suerte de crónica musical de los últimos años de la vida del músico, donde el amor, los viajes y la distancia son protagonistas, cuenta con colaboraciones de lujo como Natalia Lafourcade y Tiago Iorc. Conociendo Rusia recibió el premio a Mejor Canción Pop/Rock en los Latin Grammy por “Cinco horas” y recibió la nominación a Mejor Álbum Pop/Rock. Los videos que acompañaron el álbum obtuvieron seis nominaciones en los Video Prisma Music Awards 2024 (“Mejor video”, “Mejor Dirección”, “Mejor Video Rock”, “Dirección de arte”, “Dirección de fotografía” y “Dirección de arte” por “Lo mejor” y “Mejor video Formato Largo” por “Jet Love Full Álbum”). Lo exhibió en diferentes disquerías de Argentina, Uruguay y México.El disco, que toma referencias de los 70 y 80, fue presentado con dos funciones en el Movistar Arena  de Buenos Aires a sala llena y recorrió Argentina, Uruguay, Chile, Perú, Colombia, México y España.

## Influencias
Sujatovich menciona como sus influencias musicales a la banda británica The Beatles junto con artistas de rock argentino como Luis Alberto Spinetta, Charly García y Gustavo Cerati.

## Vida personal
Sujatovich es hijo del músico argentino y tecladista de la banda Spinetta Jade, Leo Sujatovich, con quien comparte un estudio de música que llamaron Club Atlético Sujatovich. Su abuela era "Pichona", la profesora de piano de Charly García y muchos otros grandes de la música argentina. Su hermana es la cantante y compositora argentina Luna Sujatovich.

## Discografía

### Álbumes
- Energía Radio 2016 (2016) (Mateo Sujatovich/Leo Sujatovich)
- Conociendo Rusia (2018)
- Cabildo y Juramento (2019)
- La dirección (2021)
- Jet Love (2024)

### Sencillos
- "La mexicana" (2019)
- "Quiero que me llames" (2019)
- "Cosas para decirte" (2019)
- "No se borra" feat. Zoe Gotusso y León Gieco (2020)
- "Tu encanto" feat. Fito Páez (2020)
- "A la vez" (2020)
- "Mundo de cristal" feat. Leiva (2021)
- "El enemigo" (2021)
- "Se me hizo tarde" (2021)
- "No aguanto más" (2021)
- "Jaula de oro" feat. Leiva (2023)
- "Lo mejor" (2024)
- "Te lo voy a decir" (2024)
- "Perfecto Final" feat. Nathy Peluso (2025)

## Premios y nominaciones

### Premios Gardel
| Año  | Categoría                   | Trabajo                | Resultado | Ref.   |
| ---- | --------------------------- | ---------------------- | --------- | ------ |
| 2019 | Mejor nuevo artista         | Conociendo Rusia       | Nominado  | [ 13 ] |
| 2019 | Mejor álbum pop alternativo | Conociendo Rusia       | Nominado  | [ 13 ] |
| 2020 | Álbum del año               | Cabildo y Juramento    | Nominado  | [ 14 ] |
| 2020 | Mejor nuevo artista         | Cabildo y Juramento    | Nominado  | [ 14 ] |
| 2020 | Mejor álbum grupo de rock   | Cabildo y Juramento    | Nominado  | [ 14 ] |
| 2020 | Canción del año             | «Quiero que me llames» | Nominado  | [ 14 ] |
| 2022 | Canción del año             | «Se me hizo tarde»     | Nominado  | [ 15 ] |
| 2022 | Mejor álbum artista de rock | La dirección           | Ganador   | [ 15 ] |
| 2025 | Mejor álbum de pop rock     | Jet Love               | Ganador   |        |

Nota: En los Premios Gardel 2022, Alejandro Ros y Guido Adler fueron nominados a Mejor diseño de portada y Nicolás Cotton recibió una nominación a Productor del año, ambas nominaciones fueron por La dirección.

### Latin Grammy
| Año  | Categoría                 | Trabajo                | Resultado | Ref.   |
| ---- | ------------------------- | ---------------------- | --------- | ------ |
| 2020 | Mejor artista nuevo       | Conociendo Rusia       | Nominado  | [ 16 ] |
| 2020 | Mejor álbum pop/rock      | Cabildo y Juramento    | Nominado  | [ 16 ] |
| 2020 | Mejor canción de pop/rock | «Quiero que me llames» | Nominado  | [ 16 ] |
| 2022 | Mejor álbum de pop/rock   | La dirección           | Nominado  |        |
| 2022 | Mejor canción de pop/rock | «Disfraz»              | Nominado  |        |
| 2024 | Mejor álbum de pop/rock   | «Jet Love»             | Nominado  |        |
| 2024 | Mejor canción de pop/rock | «Cinco horas menos»    | Ganador   |        |

### Premio Konex
| Año  | Galardón          | Disciplina      | Resultado | Ref.   |
| ---- | ----------------- | --------------- | --------- | ------ |
| 2025 | Diploma al Mérito | Conjunto de Pop | Ganador   | [ 17 ] |